# Caswell Beach
Caswell Beach – miasto w Stanach Zjednoczonych, w stanie Karolina Północna, w hrabstwie Brunswick.